# Llista d'episodis de Naruto
Naruto (ナルト) és una sèrie dirigida per Hayato Date i produïda per Pierrot i TV Tokyo. Els primers 135 episodis de l'anime estan adapten el manga del mateix nom que ha estat escrit i dibuixat pel mangaka Masashi Kishimoto; concretament dels capítols 1 al 244 (vol. 1-27), mentre que els episodis restants són originals.
La història explica les aventures d'en Naruto Uzumaki, un jove ninja de la Vila Oculta de la Fulla, i els seus intents d’arribar al càrrec de hokage, el ninja més fort i líder del poble. La sèrie es va estrenar al Japó el 3 d'octubre del 2002 a TV Tokyo i es va acabar d'emetre el 8 de febrer del 2007.
Els 34 primers episodis de Naruto es van estrenar en català el 3 de juliol de 2023 a la plataforma AnimeBox, de la distribuïdora Selecta Visión. Als següents mesos, se'n van estrenar 18 episodis més. Es va començar a emetre regularment el 13 de desembre de 2023 al canal lineal infantil SX3 de TVC, tot i que el primer episodi es va preestrenar el dia 7 de desembre amb motiu del saló Manga Barcelona. El doblatge català també es va anar incorporant a Netflix a partir del 9 de maig de 2024.

## Temporades
| Temporades | Temporades | Episodis | #  | Data d'emissió al Japó | Data d'emissió al Japó | Data d'estrena en català (lineal SX3) | Data d'estrena en català (lineal SX3) |
| Temporades | Temporades | Episodis | #  | Estrena                | Final                  | Estrena                               | Final                                 |
| ---------- | ---------- | -------- | -- | ---------------------- | ---------------------- | ------------------------------------- | ------------------------------------- |
|            | 1          | 1-57     | 57 | 3 d'octubre de 2002    | 5 de novembre de 2003  | 7 de desembre de 2023                 | 2 de febrer de 2024                   |
|            | 2          | 58-100   | 43 | 12 de novembre de 2003 | 8 de setembre de 2004  | 6 de febrer de 2024                   | 18 d'abril de 2024                    |
|            | 3          | 101-141  | 41 | 15 de setembre de 2004 | 29 de juny de 2005     | 19 d'abril de 2024                    |                                       |
|            | 4          | 142-183  | 42 | 6 de juliol de 2005    | 3 de maig de 2006      |                                       |                                       |
|            | 5          | 184-220  | 37 | 10 de maig de 2006     | 8 de febrer de 2007    |                                       |                                       |

## 1a temporada
Descriuen la vida d'en Naruto Uzumaki, un jove de dotze anys decidit a convertir-se en hokage, el líder ninja del poble on resideix. Passa així a formar part de l'equip 7 juntament amb en Sasuke Uchiha i la Sakura Haruno, un grup de guerrers sota el comandament del jonin Kakashi Hatake al qual se li assignen missions en nom del poble.
| Núm. total | Núm. de la temporada | Títol | Data d'emissió original | Data d'emissió en català                                    |
| --- | -------------------- | --- | ----------------------- | ----------------------------------------------------------- |
| 1 | 1                    | El Naruto Uzumaki entra en escena Sanjō! Uzumaki Naruto! (参上！うずまきナルト) | 3 d'octubre de 2002     | 3 de juliol de 2023 (AnimeBox) 7 de desembre de 2023 (SX3)  |
| Han robat el pergamí sagrat de la Vila Oculta de la Fulla i el culpable és el Naruto Uzumaki, un jove de dotze anys aspirant a hokage que acaba de suspendre l'examen de graduació de l'acadèmia de ninges i que amaga dins seu un secret terrible: es tracta del Kyubi, l'esperit de la guineu de nou cues. |                      | |                         |                                                             |
| 2 | 2                    | Em dic Konohamaru! Konohamaru da kore! (木ノ葉丸だ コレ！) | 10 d'octubre de 2002    | 3 de juliol de 2023 (AnimeBox) 13 de desembre de 2023 (SX3) |
| Després de graduar-se de l'Acadèmia Ninja, el Naruto coneix el Konohamaru, que és el net del tercer hokage, el líder suprem de la Vila Oculta de la Fulla. El nen, impressionat perquè el Naruto no el tracta de manera especial, comença a admirar-lo, a seguir-lo a tot arreu i a imitar-lo. El Naruto, però, li diu que algun dia tots dos s'enfrontaran pel títol de mestre hokage.                                                          |                      | |                         |                                                             |
| 3 | 3                    | El Sasuke i la Sakura, amics o enemics? Shukuteki!? Sasuke to Sakura (宿敵!?サスケとサクラ)                                                                                              | 17 d'octubre de 2002    | 3 de juliol de 2023 (AnimeBox) 14 de desembre de 2023 (SX3) |
| Ara el Naruto és ninja de la categoria genin. Per continuar formant-los, divideixen els genins en equips de tres membres, i posen el Naruto en l'equip 7 juntament amb el Sasuke, el millor alumne de l'Acadèmia, i la Sakura, una noia que li agrada i que està enamorada del Sasuke. El tercer hokage informa l'instructor Kakashi Hatake que haurà de formar aquests tres genins que no s'avenen gaire.                                       |                      | |                         |                                                             |
| 4 | 4                    | Aprovar o suspendre: La prova de supervivència Shiren! Sabaibaru enshū (試練！サバイバル演習)                                                                                            | 24 d'octubre de 2002    | 3 de juliol de 2023 (AnimeBox) 19 de desembre de 2023 (SX3) |
| El Naruto, la Sakura i el Sasuke coneixen el seu nou instructor jonin, el Kakashi, que els informa que per convertir-se en genins han de superar una prova de supervivència en què un d'ells quedarà necessàriament descartat. L'instructor, que sembla un dropo, els convoca ben d'hora i els demana que no esmorzin per no vomitar. |                      | |                         |                                                             |
| 5 | 5                    | Has suspès. La decisió final del Kakashi Shikkaku? Kakashi no ketsuron (失格？カカシの結論)                                                                                              | 31 d'octubre de 2002    | 3 de juliol de 2023 (AnimeBox) 20 de desembre de 2023 (SX3) |
| El Kakashi considera que cap dels alumnes que li han tocat està prou preparat per dur una vida de ninja perquè tots tres són massa infantils i perquè demostren que no saben treballar en equip. De totes maneres, els dona una altra oportunitat i el Naruto, la Sakura i el Sasuke es juguen el seu futur com a ninges. |                      | |                         |                                                             |
| 6 | 6                    | Una missió perillosa. El viatge al País de les Onades Jūyō ninmu! Nami no Kuni e chō-shuppatsu! (重要任務！波の国へ超出発!)                                                              | 7 de novembre de 2002   | 3 de juliol de 2023 (AnimeBox) 21 de desembre de 2023 (SX3) |
| Avorrit de les missions fàcils, el Naruto li demana al Hiruzen Sarutobi que els assigni una missió de nivell superior. El mestre hokage cedeix i ara hauran d'acompanyar un constructor de ponts que es diu Tazuna a casa seva, al País de les Onades. Durant la missió, s'enfrontaran a chuunins de la Vila Oculta de la Boira, entre d'altres.                                                                                                 |                      | |                         |                                                             |
| 7 | 7                    | El dimoni de la boira Kiri no ansatsusha! (霧の暗殺者！) | 14 de novembre de 2002  | 3 de juliol de 2023 (AnimeBox) 21 de desembre de 2023 (SX3) |
| El Tazuna el busca un home molt perillós, el Gato, que vol impedir la construcció del pont que unirà el País de les Onades amb terra ferma. El Zabuza Momochi, un ninja perillosíssim i líder del cos d'assassins de la Vila Oculta de la Boira, treballa per a ell, i el Kakashi ha de recórrer al seu sharingan per enfrontar-se a aquest rival inesperat.                                                                                     |                      | |                         |                                                             |
| 8 | 8                    | El jurament del dolor Itami ni chikau ketsui (痛みに誓う決意) | 21 de novembre de 2002  | 3 de juliol de 2023 (AnimeBox) 22 de desembre de 2023 (SX3) |
| El Kakashi cau en el parany del Zabuza i el Naruto i els seus amics han de protegir el Tazuna dels atacs del ninja de la Vila Oculta de la Boira. Malgrat que el seu instructor els demana que fugin, el Naruto recorda el jurament que va fer i decideix unir forces amb el Sasuke per alliberar el seu mestre. |                      | |                         |                                                             |
| 9 | 9                    | El Kakashi: El guerrer del Sharingan Sharingan no Kakashi (写輪眼のカカシ) | 28 de novembre de 2002  | 3 de juliol de 2023 (AnimeBox) 22 de desembre de 2023 (SX3) |
| Un cop alliberat, el Kakashi reprèn la lluita contra el Zabuza per demostrar-li la força del seu sharingan, que li serveix per reproduir la tècnica dels seus enemics, en aquest cas, els atacs d'aigua. De totes maneres, al final sembla que és un jove de la Vila Oculta de la Boira el que derrota el Zabuza. |                      | |                         |                                                             |
| 10 | 10                   | El bosc de Txakra Chakura no mori (チャクラの森) | 5 de desembre de 2002   | 3 de juliol de 2023 (AnimeBox) 23 de desembre de 2023 (SX3) |
| Amb la mort del Zabuza, el Tazuna pot començar a construir el pont sense por que el matin, i el Kakashi aprofita per portar els seus tres alumnes al bosc, on els ensenyarà a controlar millor el txakra. Allà l'instructor s'adona que el Naruto té més txakra que el Sasuke i que ell, fins i tot. |                      | |                         |                                                             |
| 11 | 11                   | La terra on una vegada va viure un heroi Eiyū no ita kuni (英雄のいた国) | 12 de desembre de 2002  | 3 de juliol de 2023 (AnimeBox) 23 de desembre de 2023 (SX3) |
| Mentre el Naruto i el Sasuke competeixen al bosc, la Sakura s'ocupa de protegir el Tazuna. A casa del constructor de ponts, la jove ninja s'interessa per la història d'un heroi local que sembla que és font de tristesa per als habitants del País de les Onades, especialment per a la Tsunami, la filla del Tazuna, i per a l'Inari, el net.                                                                                                 |                      | |                         |                                                             |
| 12 | 12                   | La batalla del pont: El Zabuza torna Kyōjō kessen! Zabuza futatabi!! (橋上決戦！ザブザ再び!!)                                                                                            | 19 de desembre de 2002  | 3 de juliol de 2023 (AnimeBox) 24 de desembre de 2023 (SX3) |
| El Naruto està esgotat després de l'entrenament i es queda descansant amb l'Inari, a qui acusa de ser un covard i de fer el ploramiques tot el dia. Mentrestant, el Sasuke i la Sakura acompanyen el Tazuna fins al pont. Allà els espera el Zabuzo, que resulta que no era mort, tal com deia el Kakashi. |                      | |                         |                                                             |
| 13 | 13                   | El jutsu secret del Haku: El mirall de gel diabòlic Haku no hijutsu - Makyō Hyōshō (白の秘術・魔鏡氷晶)                                                                                  | 26 de desembre de 2002  | 3 de juliol de 2023 (AnimeBox) 24 de desembre de 2023 (SX3) |
| Mentre el Naruto defensa la filla i el net del Tazuna dels sequaços del Gato, el Sasuke descobreix que, gràcies a la velocitat adquirida en els últims entrenaments, ara té avantatge en la lluita contra el Haku, el deixeble del Zabuza. De totes maneres el Haku l'atrapa en el seu mirall de gel diabòlic i les coses en compliquen. |                      | |                         |                                                             |
| 14 | 14                   | El ninja número u, hiperactiu i tanoca es fica en la baralla Igaisei nanbā wan, Naruto sansen! (意外性No.1 ナルト参戦！)                                                                 | 9 de desembre de 2002   | 3 de juliol de 2023 (AnimeBox) 25 de desembre de 2023 (SX3) |
| El Naruto finalment va al pont i participa en la batalla que s'hi està produint tot atacant els miralls de gel del Haku des de fora; mentrestant, el Sasuke els ataca des de dins. Malauradament, però, la tàctica no funciona i el Haku atrapa també el Naruto. El Sasuke i el Naruto, doncs, han de col·laborar per mirar de derrotar el ninja de la Vila Oculta de la Boira.                                                                  |                      | |                         |                                                             |
| 15 | 15                   | Visibilitat zero: El Sharingan s'esmicola Shikai zero no tatakai - Sharingan kuzushi (視界ゼロの戦い・写輪眼崩し)                                                                        | 16 de gener de 2003     | 3 de juliol de 2023 (AnimeBox) 25 de desembre de 2023 (SX3) |
| El Naruto i el Sasuke no acaben de trobar la manera de deslliurar-se dels miralls de gel del Haku. D'altra banda, el Kakashi decideix fer servir el sharingan per posar fi al seu enfrontament amb el Zabuza, que utilitza la boira per contrarestar l'atac de l'instructor de la Vila Oculta de la Fulla. És evident que els tres s'enfronten a enemics molt complicats.                                                                        |                      | |                         |                                                             |
| 16 | 16                   | El segell trencat Kaihōsareta fūin (解放された封印) | 23 de gener de 2003     | 3 de juliol de 2023 (AnimeBox) 26 de desembre de 2023 (SX3) |
| El Sasuke activa el seu sharingan i arrisca la vida per protegir el Naruto dels atacs del Haku. El Naruto, però, es pensa que el seu amic és mort i allibera tot el txakra que té. El Kakashi té por que alliberi el Kyubi, el dimoni que s'oculta dins seu. Mentrestant, la Sakura protegeix el Tazuna. |                      | |                         |                                                             |
| 17 | 17                   | El passat blanc: L'ambició oculta Shiroi kako - Himeta omoi (白い過去・秘めた想い) | 30 de gener de 2003     | 3 de juliol de 2023 (AnimeBox) 26 de desembre de 2023 (SX3) |
| Just abans de donar el cop de gràcia al Haku, el Naruto s'adona que és el jove que va conèixer al bosc i s'atura. El Haku li explica la seva història i la seva teoria que una persona només té importància a través dels altres: si no importes a ningú, és com si no existissis. |                      | |                         |                                                             |
| 18 | 18                   | Les armes que es diuen "ninges" Shinobi to iu na no dōgu (忍という名の道具) | 6 de febrer de 2003     | 3 de juliol de 2023 (AnimeBox) 27 de desembre de 2023 (SX3) |
| El Haku decideix sacrificar-se per protegir el seu mentor del raikiri del Kakashi i el Zabuza, indiferent al sacrifici del seu deixeble, no vessa ni una llàgrima. Mentrestant, la Sakura toca el cos fred del Sasuke i pensa que és mort. A casa, l'Inari vol anar sol al pont per ajudar en la lluita. La seva mare intenta impedir-li-ho. |                      | |                         |                                                             |
| 19 | 19                   | El dimoni de la neu Zabuza yuki ni chiru... (ザブザ雪に散る…) | 13 de febrer de 2003    | 3 de juliol de 2023 (AnimeBox) 27 de desembre de 2023 (SX3) |
| El Gato decideix prescindir dels serveis del Zabuza i aquest, després de sentir el Naruto, que li fa entendre que el Haku li ha dedicat la vida, ataca en solitari el Gato i els seus homes. D'aquesta manera, es redimeix com a ninja. El Sasuke, d'altra banda, es desperta i pregunta pel seu company Naruto. |                      | |                         |                                                             |
| 20 | 20                   | Comença un capítol nou: L'examen d'ascens a Chuunin Shinshō totsunyū! Chūnin shiken dattebayo (新章突入！中忍試験だってばよ)                                                             | 20 de febrer de 2003    | 3 de juliol de 2023 (AnimeBox) 28 de desembre de 2023 (SX3) |
| Després de l'aventura al País de les Onades, l'equip de genins de la Vila Oculta de la Fulla torna a ocupar-se de missions avorrides. El Konohamaru i els seus amics, l'Udon i la Moegi, volen jugar amb el Naruto i el segueixen a tot arreu. El mestre hokage convoca els tres genins per comunicar-los que participaran en l'examen d'ascens a chuunin.                                                                                       |                      | |                         |                                                             |
| 21 | 21                   | Identifiqueu-vos: Nous rivals poderosos Nanore! Arawareta kyōteki-tachi!! (名乗れ！現れた強敵たち!!)                                                                                     | 27 de febrer de 2003    | 3 de juliol de 2023 (AnimeBox) 28 de desembre de 2023 (SX3) |
| La Temari explica que ella i els altres dos ninges misteriosos venen de la Vila de la Sorra per participar en l'examen d'ascens a chuunin. D'altra banda, l'Iruka i el Kakashi no es posen d'acord: el primer pensa que és massa aviat per als exalumnes de l'acadèmia i el segon recomana que participin en l'examen. Finalment, el Hiruzen Sarutobi decideix que el millor és fer una prova preliminar especial.                               |                      | |                         |                                                             |
| 22 | 22                   | Desafiament Chuunin: El Rock Lee contra el Sasuke! Kiai hyaku-nijū pāsento Nau de rokku na chōsenjō! (気合い120％ ナウでロックな挑戦状！)                                                | 6 de març de 2003       | 3 de juliol de 2023 (AnimeBox) 29 de desembre de 2023 (SX3) |
| El Rock Lee, un altre genin que es presenta a l'examen d'ascens a chuunin, desafia el Sasuke a un combat i el Naruto decideix atacar-lo. Tanmateix, el Lee el derrota de seguida. El Sasuke accepta el desafiament, però no té res a fer contra un rival que utilitza una tècnica prohibida i el mestre del qual és el Gai, etern rival del Kakashi.                                                                                             |                      | |                         |                                                             |
| 23 | 23                   | La baixada de fums del Genins. Confrontació entre els passerells nous Kechirase raibaru! Rūkī nain zen'in shūgō (蹴散らせライバル！新人9人全員集合)                                      | 13 de març de 2003      | 3 de juliol de 2023 (AnimeBox) 29 de desembre de 2023 (SX3) |
| Abans d'entrar a la sala de l'examen, el Kakashi informa l'equip 7 que per poder participar en la prova s'han d'inscriure tots tres aspirants, és a dir, l'equip complet. La Sakura, que ha tingut força dubtes, finalment decideix participar-hi. Dins de la sala, el Naruto, el Sasuke i ella reconeixen companys de l'acadèmia. El Kabuto Yakushi, que és la setena vegada que es presenta a l'examen, els explica molts detalls de la prova. |                      | |                         |                                                             |
| 24 | 24                   | Comença l'examen d'ascens a Chuunin Ikinari shikkaku? Chō-nankan no daīchi shiken (いきなり失格？超難関の第一試験)                                                                       | 20 de març de 2003      | 3 de juliol de 2023 (AnimeBox) 30 de desembre de 2023 (SX3) |
| Un cop dins de la sala, l'Ibiki Morino, instructor de la prova, comunica a tots els participants que l'examen funciona amb un sistema de reducció de punts, que els participants aprovaran o suspendran en funció de la puntuació total de l'equip i que, evidentment, està prohibit copiar. La Sakura i el Sasuke pateixen pel Naruto perquè els exàmens escrits no són el seu punt fort precisament.                                           |                      | |                         |                                                             |
| 25 | 25                   | La desena pregunta: Tot o res! Deta-toko shōbu! Funbari dokoro no jū monme (出たとこ勝負！踏ん張りどころの10問目)                                                                        | 27 de març de 2003      | 3 de juliol de 2023 (AnimeBox) 30 de desembre de 2023 (SX3) |
| Quan han passat 45 minuts, l'Ibiki anuncia que és l'hora de fer la desena i última pregunta i que els aspirants a chuunin són lliures de contestar-la o no. Si no la contesten, tindran un zero, com la resta de l'equip; si la contesten malament, no només suspendran, sinó que no podran tornar a presentar-se a l'examen. El Naruto decideix quedar-se i continuar fent l'examen, però molts altres aspirants abandonen la sala.             |                      | |                         |                                                             |
| 26 | 26                   | Reportatge especial en directe des del Bosc de la Mort! Zettai hikken! Shi no mori chokuzen rupo! Konoha no gakkyū shinbun da kore! (絶対必見！死の森直前ルポ！木ノ葉の学級新聞だコレ！) | 2 d'abril de 2003       | 3 de juliol de 2023 (AnimeBox) 31 de desembre de 2023 (SX3) |
| Abans que comenci la segona part de l'examen d'ascens a chuunin, el Konohamaru entrevista en exclusiva, per al diari de l'acadèmia de ninges, el Naruto i la resta de membres de l'equip 7 sobre el que han viscut fins llavors i sobre el que vol dir ser ninja per a ells. |                      | |                         |                                                             |
| 27 | 27                   | La segona prova de l'examen d'ascens a Chuunin! El Bosc de la Mort Daini shiken sutāto! Mawari wa minna teki darake! (第二試験スタート！周りはみんな敵だらけ！)                          | 2 d'abril de 2003       | 3 de juliol de 2023 (AnimeBox) 31 de desembre de 2023 (SX3) |
| Abans d'entrar en el Bosc de la Mort per participar en la prova de supervivència, cada equip de genins rep un rotlle, del cel o de la terra. Tots els equips n'han d'aconseguir dos, un de cada mena, i portar-los a una torre tancada que hi ha a deu quilòmetres de cada porta d'entrada al camp d'instrucció. A més a més, la prova té un límit de temps: cinc dies.                                                                          |                      | |                         |                                                             |
| 28 | 28                   | Menja o se't menjaran! Pànic al bosc Kū ka kuwareru ka! Esa ni natta Naruto (喰うか喰われるか！エサになったナルト)                                                                       | 9 d'abril de 2003       | 3 de juliol de 2023 (AnimeBox) 1 de gener de 2024 (SX3)     |
| El Sasuke decideix que l'equip ha de tenir una contrasenya per garantir que són ells els que fan servir el jutsu de transformació. Els tres companys l'han de memoritzar, i al Sasuke li estranya molt que el Naruto la recordi perfectament, perquè és molt despistat i no té gens de memòria. D'altra banda, el Naruto s'enfronta a una serp enorme que se l'empassa.                                                                          |                      | |                         |                                                             |
| 29 | 29                   | El contraatac del Naruto! No et rendeixis mai! Naruto hangeki! nigenēndattebayo! (ナルト反撃！逃げねーんだってばよ！)                                                                    | 16 d'abril de 2003      | 3 de juliol de 2023 (AnimeBox) 1 de gener de 2024 (SX3)     |
| Dins del Bosc de la Mort, el Sasuke decideix lliurar el rotlle a l'enemic per no morir, però el Naruto, que ha aconseguit desempallegar-se de la serp gegant, es nega a rendir-se. Com que el provoquen, allibera txakra del Kyubi i es deixa la pell per protegir els interessos de l'equip 7. |                      | |                         |                                                             |
| 30 | 30                   | El Sharingan reviscut! Les flames del drac! Yomigaere Sharingan! Hissatsu: Katon Ryūka no Jutsu! (蘇れ写輪眼！必殺・火遁龍火の術！)                                                      | 23 d'abril de 2003      | 3 de juliol de 2023 (AnimeBox) 2 de gener de 2024 (SX3)     |
| Finalment, el Sasuke s'enfronta al ninja misteriós i fa servir la tècnica de les flames del drac per atacar-lo. Durant l'enfrontament, descobreix que el seu enemic és, en realitat, l'Orochimaru, un shinobi que havia estat mestre de l'Anko Mitarashi, una professora de l'acadèmia. L'Orochimaru confessa a l'Anko que ha descobert que el Sasuke podria ser l'hereu que busca.                                                              |                      | |                         |                                                             |
| 31 | 31                   | La promesa del de les celles! Amor i protecció eterns! Geki mayu puratonikku! Boku wa shinu made anata o mamoru!! (激まゆプラトニック！僕は死ぬまでアナタを守る!!)                       | 30 d'abril de 2003      | 3 de juliol de 2023 (AnimeBox) 2 de gener de 2024 (SX3)     |
| La Sakura atén els seus dos companys ferits i, per evitar més ensurts, para tot de trampes al seu voltant. D'aquesta manera, s'hi pot dedicar en cos i ànima. Tanmateix, els membres de l'equip de la Vila Oculta del So els vigilen i ataquen la Sakura. El Rock Lee, que està enamorat de la genin, apareix per ajudar-la. |                      | |                         |                                                             |
| 32 | 32                   | La Sakura es transforma! Sakura saku! Ketsui no ushiro sugata (サクラ咲く！決意の後ろ姿)                                                                                                 | 7 de maig de 2003       | 3 de juliol de 2023 (AnimeBox) 3 de gener de 2024 (SX3)     |
| La Sakura s'adona que fins ara, el Naruto i el Sasuke sempre l'havien protegit i que avui li toca a ella estar a l'altura i ocupar-se d'ells. A més, en Lee ha demostrat que la protegirà costi el que costi. La Sakura, doncs, decideix prendre la iniciativa, tallar-se els cabells i atacar el Zaku. Motivats per la determinació de la genin, l'Ino i la resta de l'equip 10 decideixen ajudar-la.                                           |                      | |                         |                                                             |
| 33 | 33                   | Formació de batalla! Ino-Shika-Cho! Muteki no fōmēshon! InoShikaChō!! (無敵のフォーメーション！いのシカチョウ！！)                                                                       | 14 de maig de 2003      | 3 de juliol de 2023 (AnimeBox) 3 de gener de 2024 (SX3)     |
| L'equip 10, format per la Ino, el Shikamaru i el Choji, s'enfronta a l'equip de la Vila Oculta del So perquè la Sakura pugui continuar cuidant els seus companys. El Zaku i el Dosu confessen que no volen els rotlles ni aprovar l'examen, sinó que volen el Sasuke. Mentrestant, el Sasuke es desperta i diu que per fi entén que és un venjador i que ho sap gràcies a l'Orochimaru.                                                          |                      | |                         |                                                             |
| 34 | 34                   | L'Akamaru tremola! La força cruel del Gaara Akamaru bikkuri! Gaara, kyōi no jitsuryoku (赤丸ビックリ！我愛羅、驚異の実力)                                                                | 21 de maig de 2003      | 3 de juliol de 2023 (AnimeBox) 4 de gener de 2024 (SX3)     |
| Mentre els equips de la Ino, la Sakura i el Lee es recuperen, l'equip 8, format pel Shino Aburame, la Hinata Hyuga, el Kiba Inuzuka i l'Akamaru, és testimoni de com el Gaara mata sense pietat un equip de genins de la Vila Oculta de la Pluja. L'equip de la Sorra per fi té tots dos rotlles i el Kankuro proposa anar cap a la torre, però el Gaara no vol.                                                                                 |                      | |                         |                                                             |
| 35 | 35                   | El secret del rotlle! Prohibit mirar Nozoki mi genkin! Makimono no himitsu (のぞき見厳禁！巻き物の秘密)                                                                                  | 28 de maig de 2003      | 2023 (AnimeBox) 4 de gener de 2024 (SX3)                    |
| Com que el temps s'esgota, el Naruto proposa falsificar un manual de ninjutsu perquè sembli un rotlle del cel. Per fer-ho, però, cal llegir el rotlle de la terra, i les normes de la prova ho prohibeixen específicament. Abans que l'obri, apareix el Kabuto i els adverteix del que passa a la gent que intenta llegir els rotlles. |                      | |                         |                                                             |
| 36 | 36                   | Clon contra clon. Els meus són millors que els vostres! Bunshin taiketsu! Ore ga shuyaku dattebayo! (分身対決！オレが主役だってばよ！)                                                   | 4 de juny de 2003       | 2023 (AnimeBox) 5 de gener de 2024 (SX3)                    |
| L'equip 7 és víctima d'un jutsu il·lusori i topa amb un exèrcit de clons que els demanen el rotlle. El Naruto, però, no s'empetiteix i s'hi enfronta. La Sakura, el Sasuke i el Kabuto no saben si val la pena lluitar-hi, però finalment decideixen ajudar el seu company. El Kabuto s'adona que el Naruto té un txakra increïble i que si aconsegueix dominar-lo, serà imparable, i ho explica a la persona per a la qual treballa.            |                      | |                         |                                                             |
| 37 | 37                   | Passar el tall! Els nou passerells tornen a estar junts Daini shiken toppa! Seizoroi rūkī nain! (第二試験突破！勢ぞろいルーキーナイン！)                                                 | 11 de juny de 2003      | 2023 (AnimeBox) 5 de gener de 2024 (SX3)                    |
| El Naruto, el Sasuke i la Sakura obren els rotlles dins de la torre i l'Iruka els informa que han acabat la prova dins del temps establert. A continuació, passen a una gran sala, on es reuneixen amb la resta d'equips que també ho han aconseguit. El Hiruzen Sarutobi, el tercer hokage, explica a tots els participants quins són els veritables motius de les proves d'ascens a chuunin.                                                   |                      | |                         |                                                             |
| 38 | 38                   | Només passaran la meitat? Combat sense avís previ! Gōkakusha nibun ni ichi!? Ikinari shiai dattebayo!! (合格者二分の一!?イキナリ試合だってばよ!!)                                        | 18 de juny de 2003      | 2023 (AnimeBox) 6 de gener de 2024 (SX3)                    |
| Com que el nombre de genins que han superat la prova és elevat, s'anuncia que es duran a terme combats individuals per reduir la xifra de participants en la fase final de l'examen d'ascens a chuunin. En aquests combats no hi haurà normes: els candidats lluitaran fins que un dels dos es rendeixi o fins que el Hayate Gekko consideri que algú no pot continuar.                                                                          |                      | |                         |                                                             |
| 39 | 39                   | La gelosia del de les celles! El cop del lleó enfurismat! Geji mayu jerashī! "Shishi Rendan" tanjō! (ゲジまゆジェラシー!『獅子連弾』誕生!)                                               | 2 de juliol de 2003     | 2023 (AnimeBox) 6 de gener de 2024 (SX3)                    |
| El Sasuke lluita contra el Yoroi Akado, que li xucla el txakra perquè no té prou velocitat. De totes maneres, el Sasuke aconsegueix fer retrocedir el segell maleït, utilitzar un moviment que li ha copiat al Lee i, finalment, derrotar el rival. D'altra banda, el Naruto s'adona que el Sasuke té una marca estranya al coll i ho comenta a la Sakura, que dissimula i diu que no ha vist res.                                               |                      | |                         |                                                             |
| 40 | 40                   | El Kakashi i l'Orochimaru cara a cara! Isshokusokuhatsu!! Kakashi vāsasu Orochimaru (一触即発!!カカシVS大蛇丸)                                                                           | 9 de juliol de 2003     | 2023 (AnimeBox) 7 de gener de 2024 (SX3)                    |
| Se celebra un altre combat i el Shino Aburame derrota el Zaku Abumi amb uns insectes que, pel que sembla, viuen dins seu, i és que a la Vila de la Fulla hi ha un clan de domadors d'insectes. D'altra banda, i després que el Kakashi alliberi el Sasuke de la maledicció del segell, l'Orochimaru expressa el seu desig d'obtenir el poder del sharingan que té el clan Uchida.                                                                |                      | |                         |                                                             |
| 41 | 41                   | Les Kunoichis fan soroll: Els rivals es posen seriosos! Raibaru gekitotsu! Otome kokoro wa honki mōdo (ライバル激突！オトメ心は本気モード)                                               | 16 de juliol de 2003    | 2023 (AnimeBox) 7 de gener de 2024 (SX3)                    |
| Amb el seu titella, el Kankuro derrota fàcilment el Misumi. En el quart combat s'enfronten la Sakura i la Ino, que eren amigues abans de saber que les dues estaven enamorades del Sasuke. La Ino es reprimeix precisament pel passat que comparteixen, però com que la Sakura no ho fa, al final decideix prendre's la batalla seriosament. El combat està molt igualat.                                                                        |                      | |                         |                                                             |
| 42 | 42                   | El combat final! Besuto batoru wa shān'narō!! (ベストバトルはしゃーんなろー!!) | 23 de juliol de 2003    | 2023 (AnimeBox) 9 de gener de 2024 (SX3)                    |
| La Sakura és una gran ninja, però la Ino també, i fa servir un jutsu molt potent que es diu shintenshin i que, en teoria, és per espiar i no es pot utilitzar en combats. Encara que sembla que al final el jutsu li funciona, la Sakura aconsegueix desempallegar-se'n i el seu mestre, el Kakashi, n'està molt orgullós. |                      | |                         |                                                             |
| 43 | 43                   | Una Kunoichi de primera contra un Shikamaru que tremola Shikamaru tajitaji!? Kunoichi-tachi no atsuki tatakai (シカマルタジタジ!?くの一達の熱き戦い)                                     | 30 de juliol de 2003    | 2023 (AnimeBox) 10 de gener de 2024 (SX3)                   |
| En el cinquè combat s'enfronten la Temari i la Tenten. Encara que la Tenten té força recursos i el Gai i el Lee no paren d'animar-la, la Temari la derrota. En el sisè combat s'enfronten el Shikamaru i la Kin, que col·loca uns cascavells a les seves agulles i aconsegueix paralitzar el temut Shikamaru. El Shikamaru, però, té les seves pròpies armes per defensar-se.                                                                    |                      | |                         |                                                             |
| 44 | 44                   | L'Akamaru desfermat! Qui mana ara? Akamaru sansen!! Makeinu wa docchi da? (赤丸参戦!!負け犬はどっちだ？)                                                                                 | 6 d'agost de 2003       | 2023 (AnimeBox) 11 de gener de 2024 (SX3)                   |
| En el setè combat s'enfronten el Naruto i el Kiba, que lluitarà, com sempre, amb el seu gos Akamaru. El Kiba para una trampa al Naruto, que sembla que mossega l'ham, però en realitat fa servir un jutsu de transformació i una multiplicació alhora, amb la qual cosa demostra que ja no és el ninja maldestre d'abans. |                      | |                         |                                                             |
| 45 | 45                   | Atac sorpresa! L'arma secreta del Naruto! Hinata sekimen! Kankyaku anguri, Naruto no oku no te (ヒナタ赤面！ 観客あんぐり、ナルトの奥の手)                                               | 13 d'agost de 2003      | 2023 (AnimeBox) 12 de gener de 2024 (SX3)                   |
| El Naruto es transforma en el Kiba i ara el seu rival no sap a qui atacar. El ninja de la Fulla recorda la seva infantesa i les ganes que tenia de ser hokage, i quan el Kiba el torna a acorralar, no es rendeix i es transforma en l'Akamaru. El combat està molt igualat i el Naruto ha de recórrer al jutsu de les quatre grapes i a una tècnica que sembla que ha après observant el seu company Sasuke.                                    |                      | |                         |                                                             |
| 46 | 46                   | La batalla del Byakugan: La Hinata es desferma! Byakugan kaigen!! Uchiki na Hinata no daitan ketsui! (白眼開眼!!内気なヒナタの大胆決意！)                                                | 20 d'agost de 2003      | 2023 (AnimeBox) 16 de gener de 2024 (SX3)                   |
| Ara s'enfronten la Hinata i el Neji, dos membres del clan Hyuga, una de les famílies més antigues de la Vila de la Fulla. La Hinata pertany a la branca principal de la família i el Neji, a una de secundària. El Neji li diu a la Hinata que no està feta per ser ninja i que tampoc ho vol. La Hinata s'enrabia i fa servir el byakugan, com ell.                                                                                             |                      | |                         |                                                             |
| 47 | 47                   | La fracassada trepitja fort! Akogare no hito no me no mae de!! (憧れの人の目の前で!!) | 27 d'agost de 2003      | 2023 (AnimeBox) 17 de gener de 2024 (SX3)                   |
| La Hinata no està disposada a rendir-se fàcilment, i menys amb el Naruto observant-la des de la graderia, però els cops del Neji als seus buits de txakra aturen tot el flux de la ninja. La Hinata, però, mira el Naruto i sent que pot guanyar, que val molt més del que es pensa. |                      | |                         |                                                             |
| 48 | 48                   | El Gaara contra el Rock Lee: Explota el poder de la joventut! Gaara funsai!! Wakasa da! Pawā da! Bakuhatsu da! (我愛羅粉砕!!若さだ！パワーだ！爆発だ！)                                  | 3 de setembre de 2003   | 2023 (AnimeBox) 18 de gener de 2024 (SX3)                   |
| En el novè i penúltim combat s'enfronten el Rock Lee, de la Vila Oculta de la Fulla, i el Gaara, de la Vila Oculta de la Sorra. El Lee no pot fer servir ninjutsus ni jutsus il·lusoris i, per tant, totes les seves tècniques són físiques. En canvi, el Gaara utilitza un gran jutsu defensar-se: el sarcòfag de sorra. |                      | |                         |                                                             |
| 49 | 49                   | La força oculta del Lee: La tècnica secreta prohibida! Nekketsu ochikobore! Tsui ni Sakuretsu, kindan no ōgi! (熱血落ちこぼれ！遂に炸裂、禁断の奥義！)                                   | 10 de setembre de 2003  | 2023 (AnimeBox) 19 de gener de 2024 (SX3)                   |
| Tothom pensa que el Lee tindrà sort si sobreviu, però el seu mestre, el Gai, recorda que el seu deixeble sempre s'ha entrenat amb molta dedicació malgrat les limitacions. Tanmateix, l'única possibilitat que té el Lee de derrotar el Gaara és fent servir la tècnica que el seu mestre li va dir que només podia utilitzar amb una condició.                                                                                                  |                      | |                         |                                                             |
| 50 | 50                   | La cinquena porta: Ha nascut un gran ninja Ā Rokku Rī! Kore ga otoko no ikizama yo!! (嗚呼ロック・リー！これが男の生き様よ！！)                                                          | 17 de setembre de 2003  | 2023 (AnimeBox) 23 de gener de 2024 (SX3)                   |
| El combat entre el Gaara i el Lee s'apropa a la seva fi, perquè el Lee obre la cinquena porta corporal i podrà fer servir la flor de lotus oculta, amb la qual espera derrotar definitivament el Gaara. El Gaara, però, sobreviu a aquest atac mortal i encara té forces per contraatacar. Finalment, el Gai es veu obligat a intervenir en el combat.                                                                                           |                      | |                         |                                                             |
| 51 | 51                   | Ombra en la foscor: El Sasuke corre perill Yami ni ugomeku kage, Sasuke ni semaru kiki! (闇にうごめく影 サスケに迫る危機！)                                                              | 24 de setembre de 2003  | 2023 (AnimeBox) 24 de gener de 2024 (SX3)                   |
| El combat entre el Choji i el Dosu és el desè i últim de la prova eliminatòria i acaba amb la victòria del Dosu. L'organització concedeix als nou finalistes un mes per preparar la fase següent. Mentrestant, l'Orochimaru i el Kabuto decideixen segrestar el Sasuke per provocar una guerra entre les viles ocultes. |                      | |                         |                                                             |
| 52 | 52                   | L'Ebisu torna: No permetré el desvergonyiment! Ebisu futatabi! harenchi wa watashi ga yurushimasenzo! (エビス再び！ハレンチは私が許しませんぞ！)                                         | 1 d'octubre de 2003     | 2023 (AnimeBox) 25 de gener de 2024 (SX3)                   |
| El Naruto vol que el Kakashi el prepari per a la ronda final, però el shinobi li diu que s'entreni amb l'Ebisu. El Naruto accepta a contracor perquè creu que l'Ebisu és dèbil. El nou instructor, però, li demostra que és digne de preparar-lo i es proposa ensenyar-li a controlar més bé el txakra. |                      | |                         |                                                             |
| 53 | 53                   | Quant de temps sense veure'ns! Torna el Jiraiya Aiyashibaraku! Ero-Sennin tōjō! (あいやしばらく！エロ仙人登場！)                                                                         | 8 d'octubre de 2003     | 26 de gener de 2024 (SX3)                                   |
| Després que el misteriós pervertit deixi l'Ebisu fora de combat, el Naruto descobreix que es tracta del Jiraiya, també anomenat sennin Gripau. Impressionat per les seves habilitats, el jove ninja fa servir el jutsu eròtic amb la intenció de convèncer-lo que l'entreni per poder aprovar l'examen d'ascens a chuunin. |                      | |                         |                                                             |
| 54 | 54                   | L'ensenyament del Sennin Gripau: El Jutsu del Fetiller! Ero-Sennin jikiden Kuchiyose no Jutsu dattebayo!! (エロ仙人直伝 口寄せの術だってばよ！)                                          | 15 d'octubre de 2003    | 30 de gener de 2024 (SX3)                                   |
| El Jiraiya mira d'ensenyar al Naruto una tècnica nova, el jutsu del Fetiller, però el jove aprenent té problemes per fer-la bé. Mentrestant, el Dosu descobreix fins a quin punt el Gaara és perillós i el Baki i el Kabuto es reuneixen en secret per parlar del pla d'invasió de la Vila Oculta de la Fulla per part de la Vila Oculta de la Sorra i de la Vila Oculta del So.                                                                 |                      | |                         |                                                             |
| 55 | 55                   | Un sentiment dolorós. Una flor amb un desig a dins Setsunai omoi Negai o kometa ichirin (切ない想い 願いを込めた一輪)                                                                    | 22 d'octubre de 2003    | 31 de gener de 2024                                         |
| Després de decidir detingudament quines flors els reglaran, la Sakura i l'Ino van a visitar el Sasuke i el Rock Lee a l'hospital. Quan hi arriben, descobreixen que el Sasuke se n'ha anat i que el Rock Lee ha decidit continuar entrenant-se malgrat les lesions que va patir. Lluny d'allà, el Neji, el Shikamaru i els altres finalistes continuen formant-se, igual que el Naruto.                                                          |                      | |                         |                                                             |
| 56 | 56                   | Vida o mort? Jugar-se la vida pel mestratge Sei ka shi ka!? Menkyo kaiden wa inochi kake! (生か死か!?免許皆伝は命懸け！)                                                                 | 29 d'octubre de 2003    | 1 de febrer de 2024                                         |
| El Jiraiya veu que el Naruto triga massa a aprendre el jutsu i opta per fer servir mesures dràstiques. Com que sap que el noi pot aprofitar el txakra de la guineu de nou cues en situacions de vida o mort, el porta a un lloc on l'haurà d'utilitzar tant sí com no, si no vol morir. |                      | |                         |                                                             |
| 57 | 57                   | Vola! Salta! Enfila't! Apareix el cap Gripau! Tonda! Haneta! Mogutta! Gama oyabun tōjō!! (飛んだ！跳ねた！潜った！ガマ親分登場!!)                                                        | 5 de novembre de 2003   | 2 de febrer de 2024                                         |
| El Naruto ha pogut invocar un gripau gegant, el Gamabunta, que està molt empipat perquè té el ninja assegut al cap. A més a més, no es creu que hagi estat el jove qui l'ha fet venir. Per demostrar-li-ho, el Naruto haurà d'aguantar a sobre del cap del Gamabunta mentre el gripau intenta fer-lo caure. |                      | |                         |                                                             |

## 2a temporada
| Núm. total | Núm. de la temporada | Títol | Data d'emissió original | Data d'emissió en català |
| --- | -------------------- | --- | ----------------------- | ------------------------ |
| 58 | 1                    | La mà malvada avança amb sigil. Objectiu: L'habitació de l'hospital Shinobiyoru ma no te! Nerawareta Byōshitsu (しのび寄る魔の手!狙われた病室)                                                       | 12 de novembre de 2003  | 6 de febrer de 2024      |
| El Naruto està esgotat i el porten a l'hospital. Quan es desperta, veu el Shikamaru, que li ha portat un cistell ple de fruita. Per sort, tots dos presencien l'intent del Gaara de matar el Rock Lee i eviten el tràgic final del seu amic. El Gaara explica que l'únic motiu que té per viure és matar tothom i que ell, igual que el Naruto, ha tingut una infantesa molt difícil.                                                                             |                      | |                         |                          |
| 59 | 2                    | Comencen els combats principals! Mō retsu Mō Tsui Mō Dasshu Hansen kaishi dattebayo (モー烈 モー追 モーダッシュ 本選開始だってばよ)                                                                  | 19 de novembre de 2003  | 7 de febrer de 2024      |
| Per fi ha arribat el dia de la prova final de l'examen d'accés a chuunin. El Naruto, però, s'aixeca tard. Mentre va cap a l'estadi, es troba la Hinata i hi parla molta estona. Després, el Konohamaru intenta ajudar-lo amb una drecera i les coses encara es compliquen més. Si arriba tard a la prova, l'eliminaran! |                      | |                         |                          |
| 60 | 3                    | Byakugan contra Kagenbunshin. Guanyaré! Byakugan bāsasu Kage Bunshin! Ore wa zettē katsu!! (白眼VS影分身!オレはゼってー勝つ!!)                                                                       | 26 de novembre de 2003  | 8 de febrer de 2024      |
| El Sasuke continua sense donar senyals de vida i els seus amics pateixen per ell. Després de la cerimònia d'inauguració de la prova final, comença el primer combat, en què s'enfronten el Naruto i el Neji, a qui el Naruto va prometre derrotar un mes abans, durant les proves preliminars. El Naruto decideix crear molts clons per fer front al byakugan del seu rival.                                                                                      |                      | |                         |                          |
| 61 | 4                    | Cap punt cec! Una altra defensa perfecta Shikaku zero! Mō hitotsu no zettai bōgyo (死角ゼロ!もうひとつの絶対防御)                                                                                    | 3 de desembre de 2003   | 9 de febrer de 2024      |
| El Neji, amb una poderosa tècnica defensiva, aconsegueix bloquejar el txakra del Naruto, cosa que al principi li impedeix continuar lluitant. De totes maneres, el Naruto no es rendeix i reganya el Neji per la seva manera de tractar la Hinata i perquè li va dir que era una perdedora. El Neji li explica el motiu que tingui una marca al front i que fos tan cruel amb la Hinata.                                                                          |                      | |                         |                          |
| 62 | 5                    | L'energia secreta del perdedor! Ochikobore no Sokojikara! (落ちこぼれの底力!) | 10 de desembre de 2003  | 13 de febrer de 2024     |
| El Naruto vol demostrar al Neji que s'equivoca i decideix recórrer al poder del Kyubi, cosa que sorprèn als ninges més veterans. L'enfrontament és explosiu, però el Naruto aconsegueix imposar-se gràcies a un clon de l'ombra que fa servir com a esquer. Mentrestant, el Sasuke continua sense aparèixer. |                      | |                         |                          |
| 63 | 6                    | Desqualificació? Perill! Uns exàmens principals plens d'incidents! Shikkaku!? Kiken! Maedaoshi! Haranbukumi no daihonsen! (失格!?キケン!前倒し!波乱含みの大本戦)                                     | 17 de desembre de 2003  | 14 de febrer de 2024     |
| Mentre el Neji es recupera de les ferides del combat, rep la visita del Hishi, el seu oncle, que li explica una impactant veritat sobre el seu pare. Alhora, a l'estadi, els hokages debaten si han de desqualificar el Sasuke o posposar el combat que ha de disputar contra el Gaara. |                      | |                         |                          |
| 64 | 7                    | Que bonics que són els núvols! Un tio sense interès Kumo wa ii naa... yaruki zero no otoko (雲はいいなあ...やる気ゼロの男)                                                                           | 24 de desembre de 2003  | 15 de febrer de 2024     |
| El públic espera l'enfrontament del Sasuke, però és el torn de la Temari i el Shikamaru, que no té ganes de lluitar. De totes maneres, decideix enfrontar-se a la Temari només perquè es nega a perdre contra una noia. Demostrarà aquest dropo de la Vila Oculta de la Fulla que és més bo del que sembla? |                      | |                         |                          |
| 65 | 8                    | El xoc! Quan la Fulla balla i la Sorra s'amaga! Gekitotsu! Konoha mai Suna ugomeku toki (激突!木ノ葉舞い砂うごめく瞬間)                                                                              | 31 de desembre de 2003  | 16 de febrer de 2024     |
| Ha arribat l'hora del combat entre el Gaara i el Sasuke, però el jove de la Vila de la Fulla continua sense donar senyals de vida. El compte enrere per a la seva desqualificació comença i tothom es fa la mateixa pregunta: on deu ser? Mentrestant, el Shikamaru i el Naruto presencien com el Gaara mata dos pinxos a l'estadi on se celebra l'examen. |                      | |                         |                          |
| 66 | 9                    | L'invocador de tempestes! Els Jutsus físics del cellotes a l'estil Sasuke Arashi o yobu otoko!! Sasuke no Gejimayu-ryū Taijutsu! (嵐を呼ぶ男!!サスケのゲジマユ流体術!)                               | 14 de gener de 2004     | 20 de febrer de 2024     |
| Per fi el Sasuke arriba a l'estadi i comença el combat entre ell i el Gaara, a qui tothom considera vencedor. Malgrat que al començament sembla que el Gaara té avantatge, el Sasuke no es queda enrere gràcies a les tècniques que el seu mestre li ha demanat que copiés del Lee durant els entrenaments. |                      | |                         |                          |
| 67 | 10                   | No fem tard sense motiu! El Jutsu definitiu: El Chidori! Date ni okureta wake ja nai! Kyūkyoku ōgi - Chidori tanjō!! (だてに遅れたわけじゃない!究極奥義·千鳥誕生!!)                                  | 14 de gener de 2004     | 21 de febrer de 2024     |
| El Sasuke és incapaç de superar la defensa definitiva del Gaara i la seva única esperança és el jutsu que li ha ensenyat el Kakashi aquests últims dies d'entrenament, el chidori. Mentrestant, fora de l'estadi i coordinats amb el Kankuro, la Temari i el Baki, els ninges del cos d'elit de la Vila Oculta de la Sorra preparen un atac. |                      | |                         |                          |
| 68 | 11                   | Comença la destrucció de la Vila Oculta de la Fulla! Konoha Kuzushi" Shidō! (「木ノ葉崩し」始動!) | 28 de gener de 2004     | 22 de febrer de 2024     |
| El combat entre el Sasuke i el Gaara s'interromp quan l'Orochimaru posa en marxa el seu pla i pren el tercer hokage de la Vila Oculta de la Fulla com a ostatge. Mentrestant, els ninges de la Sorra i del So envaeixen la vila. El Kakashi ordena a la Sakura que desperti el Naruto i el Shikamaru perquè té una missió molt important per a ells. |                      | |                         |                          |
| 69 | 12                   | L'estava esperant! Una missió de rang A, recoi! Mattemashita! Ē-ranku ninmu dattebayo!! (待ってました!Aランク任務だってばよ!!)                                                                       | 4 de febrer de 2004     | 23 de febrer de 2024     |
| El Kakashi ordena al Naruto, el Shikamaru, la Sakura i el Pakkun que busquin i aturin el Sasuke. Mentrestant, a l'acadèmia de ninges, els professors decideixen evacuar els estudiants perquè no corrin cap perill, cosa que fa sospitar el Konohamaru. D'altra banda, l'Orochimaru i el Sarutobi s'enfronten en un combat en què fan servir tècniques d'allò més sofisticades.                                                                                   |                      | |                         |                          |
| 70 | 13                   | El covard número 1. És un pal, però s'ha de fer Nigegoshi nanbaa wan Mendokuse~ ga yarukkya nē!! (逃げ腰NO.1 めんどくせーがやろっきゃねえ!!)                                                         | 11 de febrer de 2004    | 27 de febrer de 2024     |
| Els membres del grup que busca el Sasuke decideixen que la millor manera d'aturar els ninges que els persegueixen a ells és distraient-los amb una emboscada. Per executar el pla, el Shikamaru es queda enrere, amb el risc que això comporta per a la seva vida. El Naruto, la Sakura i el Pakkun continuen a la cerca del Sasuke, que, al seu torn, persegueix el Gaara.                                                                                       |                      | |                         |                          |
| 71 | 14                   | Incomparable! Un combat de nivell Hokage! Kokon musō! "Hokage" to iu reberu no tatakai (古今無双!「火影」というレベルの戦い)                                                                         | 18 de febrer de 2004    | 28 de febrer de 2024     |
| Mentre el Sasuke continua perseguint el Gaara, l'Orochimaru i el Sarutobi s'enfronten en una batalla llegendària, en què tots dos fan servir tota mena de jutsus sofisticats i prohibits. Per començar, l'Orochimaru invoca els esperits del primer i del segon hokage i després, el Sarutobi invoca el mico Enma. De totes maneres, és evident que el txakra del mestre hokage no és el mateix que quan era jove.                                                |                      | |                         |                          |
| 72 | 15                   | L'error del Hokage. El veritable rostre sota la màscara Hokage no ayamachi Kamen ni shita no sugao (火影の過ち 仮面の下の素顔)                                                                       | 25 de febrer de 2004    | 29 de febrer de 2024     |
| L'Orochimaru revela al Sarutobi la naturalesa de la tècnica que el permet transferir la seva ànima a un altre cos. El mestre hokage, penedit de no haver-lo liquidat fa anys, vol lluitar-hi per matar-lo. D'altra banda, al bosc, el Sasuke atrapa el Gaara i la seva colla, però la Temari demana al Kankuro que s'emporti el Gaara perquè vol enfrontar-se sola al Sasuke.                                                                                     |                      | |                         |                          |
| 73 | 16                   | El jutsu prohibit: el segell de la mort Kinjutsu ōgi! "Shiki Fūjin (禁術奥義!「屍鬼封尽」) | 3 de març de 2004       | 1 de març de 2024        |
| El tercer hokage recorre al segell que es va fer servir per segellar la guineu de nou cues encara que això comporti que morirà. També a la vila, el Konohamaru i els seus amics segueixen els mestres pels túnels subterranis a la cerca d'un lloc segur. I al bosc, la Temari no pot aturar el Sasuke, que vol lluitar contra el Kankuro, ara. Tanmateix, el Shino decideix enfrontar-s'hi ell, al Kankuro, perquè el Sasuke pugui continuar encalçant el Gaara. |                      | |                         |                          |
| 74 | 17                   | Ensurt! La veritable forma del Gaara! Kyōgaku! Gaara no Shōtai (驚愕!我愛羅の正体) | 10 de març de 2003      | 5 de març de 2024        |
| El Shino s'enfronta al Kankuro, que és un expert titellaire i complica l'existència al ninja del clan dels Aburame. D'altra banda, el Sasuke atrapa el Gaara, que comença a revelar la seva veritable forma demoníaca, malgrat que la Temari mira d'impedir-ho. Mentrestant, el Pakkun, la Sakura i el Naruto han localitzat el rastre del Sasuke. |                      | |                         |                          |
| 75 | 18                   | Superant els límits! La decisió del Sasuke! Genkai o koete... Sasuke no ketsudan!! (限界を越えて... サスケの決断!!)                                                                                  | 17 de març de 2004      | 6 de març de 2024        |
| El Gaara cada vegada és més fort i ràpid. El Sasuke, que ja ha fet servir dues vegades el chidori, sap que no el pot utilitzar més perquè s'arrisca a quedar-se sense txakra i a morir. De totes maneres, creu que és l'única manera de derrotar el Gaara, que li diu que malgrat que són iguals perquè els dos estan sols en el món, l'odi del Sasuke és més feble que el seu.                                                                                   |                      | |                         |                          |
| 76 | 19                   | Un assassí a la llum de la lluna Tsukiyo no ansatsusha (月夜の暗殺者) | 24 de març de 2004      | 7 de març de 2024        |
| El Gaara, que s'està transformant molt de pressa, està a punt de derrotar el Sasuke, però apareixen el Naruto i la Sakura. La noia està disposada a jugar-se la vida per ajudar el noi que li agrada i el Gaara recorda el moment de la seva infantesa en què l'oncle Yashamaru li va explicar una cosa molt important de la seva mare. |                      | |                         |                          |
| 77 | 20                   | La llum i la foscor: el nom Gaara Hikari to Yami Gaara to iu na (光と闇 我愛羅という名) | 31 de març de 2004      | 8 de març de 2024        |
| En ple combat, el Gaara assegura al Naruto que si lluita pels altres no aconseguirà res, que ha de lluitar només per ell. El Naruto, però, recorda el seu passat i la solitud que sentia de petit i s'adona que en el seu cas no és així, sinó que ara se sent bé perquè té amics. D'altra banda, l'Orochimaru i el Sarutobi continuen lluitant. |                      | |                         |                          |
| 78 | 21                   | Explosió! Les cròniques ninja del Naruto Bakuhatsu! Kore zo Naruto ninpōchō~~!! (爆発!これぞナルト忍法帖〜〜っ!!)                                                                                    | 7 d'abril de 2004       | 12 de març de 2024       |
| El Naruto ha invocat el cap Gripau, però en lloc seu ha aparegut una granota petita que resulta que n'és el fill. En el combat, el jove ninja de la Fulla ataca la base de la cua del Gaara i fa servir tot de jutsus que sorprenen molt el rival. El Gaara, però, acaba la seva transformació i finalment apareix el monstre que porta dins. |                      | |                         |                          |
| 79 | 22                   | Superant els límits! La llum i la foscor Rimitto bucchigiri! ~Hikari to Yami~ (リミットぶっちぎり! 〜光と闇〜)                                                                                       | 14 d'abril de 2004      | 13 de març de 2024       |
| El Gamabunta finalment ha aparegut i s'ha transformat en una bèstia amb ungles i ullals per poder-se enfrontar al Shukaku, que cada vegada té més força. Per derrotar-lo, el Gamabunta i el Naruto decideixen despertar el mèdium i revertir el jutsu. Mentrestant, el Sarutobi aconsegueix arrabassar-li l'ànima a l'Orochimaru, però la conseqüència és fatal.                                                                                                  |                      | |                         |                          |
| 80 | 23                   | Fins sempre, tercer hokage! Sandaime yo, towa ni......!! (三代目よ, 永久に......!!) | 21 d'abril de 2004      | 14 de març de 2024       |
| Com que l'han ferit greument, l'Orochimaru suspèn l'atac i ell i els seus seguidors abandonen la Vila Oculta de la Fulla. El tercer hokage mor i se celebra un funeral en el seu honor i en el dels altres caiguts. D'altra banda, el Gaara i el Naruto, que entén perfectament la solitud que sent el seu adversari, deixen de lluitar. |                      | |                         |                          |
| 81 | 24                   | El retorn de la boirina del matí Asagiri no kikyō (朝霧の帰郷) | 28 d'abril de 2004      | 15 de març de 2024       |
| Els consellers de la Vila Oculta de la Fulla ofereixen al Jiraiya que sigui el quart hokage, però ell diu que val més que busquin una altra ninja llegendària per ocupar el càrrec, la Tsunade. Mentrestant, a la vila arriben dos ninges i l'Asuma i la Kurenai s'hi enfronten. D'altra banda, el Naruto es dedica a entrenar-se al bosc i a menjar ramen. |                      | |                         |                          |
| 82 | 25                   | Sharingan contra Sharingan! Sharingan tai Sharingan!! (写輪眼VS写輪眼!!) | 5 de maig de 2004       | 19 de març de 2024       |
| Un dels forasters és l'Itachi, el membre del clan Uchiha que va matar tota la seva família. El Kakashi s'hi enfronta i li pregunta com és que ha tornat a la vila i ell li contesta que busquen una cosa. El Kakashi dedueix que potser busquen la guineu de les nou cues. El Gai arriba per evitar que els forasters s'emportin el Kakashi. Mentrestant, el Naruto accepta que el Jiraiya l'entreni durant un temps.                                             |                      | |                         |                          |
| 83 | 26                   | Oh, no! Els problemes del Jiraiya amb les dones, una desgràcia pel Naruto Ō, nō~! Jiraiya no jonan, Naruto no sainan (おお, のォ〜っ!自来也の女難, ナルトの災難)                                     | 12 de maig de 2004      | 20 de març de 2024       |
| El Jiraiya explica al Naruto que és un dels tres ninges llegendaris i que el seu mestre va ser el tercer hokage. El Naruto, com que vol aprendre algun jutsu nou, se'n va amb ell a la ciutat d'Otafuku a buscar la Tsunade. Mentrestant, el Sasuke descobreix que l'objectiu de l'Itachi és el Naruto. |                      | |                         |                          |
| 84 | 27                   | Brama, Chidori! Crida, Sasuke! Unare Chidori, Hoero Sasuke! (唸れ千鳥 吠えろサスケ!) | 19 de maig de 2004      | 21 de març de 2024       |
| Mentre busca el Naruto, el Sasuke recorda el dia que el seu germà Itachi va matar tot el clan Uchiha. D'altra banda, el Kisame i l'Itachi troben el Naruto. En el mateix moment, però, apareix el Sasuke, que fa anys que no veu el seu germà Itachi, que vol matar des del dia de la cruenta mort de la seva família. |                      | |                         |                          |
| 85 | 28                   | El germà insensat... odia, detesta! Orokanaru otōto yo urame, nikume! (愚かなる弟よ 恨め, 憎め!) | 26 de maig de 2004      | 22 de març de 2024       |
| El Jiraiya es disposa a enfrontar-se als dos Akatsuki, però el Sasuke fa un pas endavant i assegura que serà ell, el que liquidarà l'Itachi. El Sasuke i el Kisame, però, li diuen que no s'hi fiqui, que es tracta d'una lluita entre germans. Al final, però, el Jiraiya intervé i ajuda el Sasuke, que està greument ferit. |                      | |                         |                          |
| 86 | 29                   | Comença l'entrenament: Segur que em faig més fort! Shugyō kaishi, Ore wa zettē tsuyoku naru! (修行開始 オレはぜってー強くなる!)                                                                      | 2 de juny de 2004       | 26 de març de 2024       |
| El Jiraiya i el Naruto s'acomiaden del Gai i se'n van de viatge a la cerca de la Tsunade. El Naruto té moltes ganes d'entrenar-se i d'aprendre el jutsu promès, però el Jiraiya i ell se separen una estona perquè el Jiraiya vol gaudir d'una fira tot sol. El Naruto provoca un accident sense voler i el Jiraiya es veu obligat a fer servir el jutsu. |                      | |                         |                          |
| 87 | 30                   | Sense por! Explora, globus d'aigua! Konjō!!! Warero mizufūsen (根性!!!割れろ水風船) | 9 de juny de 2004       | 27 de març de 2024       |
| Perquè el Naruto aprengui el jutsu promès, el Jiraiya li demana que, amb el txakra, faci girar l'aigua d'un globus per poder fer-lo explotar. El jove ninja es pensa que ho aconseguirà de pressa, però es tracta d'una tècnica que el quart hokage va trigar tres anys a desenvolupar. Mentre el Naruto és al bosc entrenant-se, el Jiraiya va a la ciutat i trenca els tres tabús ninges.                                                                       |                      | |                         |                          |
| 88 | 31                   | El símbol de la Fulla i el protector Konoha māku to hitaiate (木ノ葉マークと額当て) | 16 de juny de 2004      | 28 de març de 2024       |
| El Naruto passa a la segona fase de l'entrenament. El Jiraiya li dibuixa una fulla al palmell de la mà perquè aprengui a concentrar-se i pugui dominar el jutsu que li ha d'ensenyar. Mentrestant, la Tsunade per fi té sort en una sala de jocs, però la intuïció li diu que aviat començaran els problemes, si es queda a la ciutat. |                      | |                         |                          |
| 89 | 32                   | Ones Hamon (波紋) | 23 de juny de 2004      | 29 de març de 2024       |
| El Naruto s'enfronta a la fase més difícil de l'entrenament, que no té res a veure amb les dues prèvies, i ho fa mentre el Jiraiya busca la Tsunade per tota la ciutat. No gaire lluny, l'Orochimaru troba la ninja metgessa i li proposa un pacte: ressuscitarà el seu home i el seu germà si l'ajuda i li cura els braços. |                      | |                         |                          |
| 90 | 33                   | Explosió d'ira! No t'ho permetré! Ikari bakuhatsu! Yurusanēttebayo (怒りバクハツ!許さねーってばよ)                                                                                                   | 7 de juliol de 2004     | 2 d'abril de 2024        |
| El Naruto i el Jiraiya troben la Tsunade en un bar de la ciutat de Tanzaku bevent i pensant si accepta l'oferta que li ha fet l'Orochimaru. Per la seva banda, el Jiraiya li proposa que sigui la cinquena hokage davant de la sorpresa i l'enuig del Naruto, que es pensava que la buscaven només perquè curés el Sasuke i el Kakashi. |                      | |                         |                          |
| 91 | 34                   | L'herència del primer mestre Hokage! El penjoll que crida la destrucció Shodai Hokage no isan Shi o yobu kubikazari (初代火影の遺産 死を呼ぶ首飾り)                                                  | 14 de juliol de 2004    | 3 d'abril de 2024        |
| El Naruto i la Tsunade fan una juguesca: si el jove ninja aconsegueix dominar el rasengan en una setmana, ella li donarà el penjoll del primer hokage. Aquest penjoll té molt de valor sentimental per a la ninja llegendària, tal com descobrim gràcies a la Shizune, que visita el Naruto i l'hi explica. |                      | |                         |                          |
| 92 | 35                   | Sí o no? La resposta de la Tsunade YES ka NO ka! Tsunade no kaitō (YESかNOか!ツナデの回答) | 21 de juliol de 2004    | 4 d'abril de 2024        |
| Mentre el Naruto continua entrenant-se per dominar el jutsu, el Jiraiya mira de convèncer la Tsunade que no accepti l'oferiment de l'Orochimaru. La Tsunade, però, l'adorm per desfer-se d'ell. D'altra banda, la Shizune busca el Naruto i el Jiraiya i tots tres es disposen a evitar que la ninja llegendària arribi a un acord amb l'Orochimaru. |                      | |                         |                          |
| 93 | 36                   | S'han acabat les negociacions! Kōshō Ketsuretsu! (交渉決裂!!) | 28 de juliol de 2004    | 5 d'abril de 2024        |
| El Kabuto s'adona que la Tsunade no té cap intenció de curar els braços del seu mestre Orochimaru i decideix enfrontar-s'hi. Al principi la lluita està molt igualada, però el Kabuto fa sagnar la ninja i ella, en veure sang, queda paralitzada. Tot just llavors, apareixen el Jiraiya, el Naruto i la Shizune, que venen a ajudar la ninja llegendària de la Vila Oculta de la Fulla.                                                                         |                      | |                         |                          |
| 94 | 37                   | Té! El Rasengan de la ira! Kurae! Ikari no Rasengan (くらえ!怒りの螺旋丸) | 4 d'agost de 2004       | 9 d'abril de 2024        |
| Amb la Tsunade paralitzada, el Jiraiya s'enfronta a l'Orochimaru i la Shizune, al Kabuto. El Kabuto fereix greument la Shizune i el Naruto intervé per salvar la ninja llegendària malgrat l'oposició del Jiraiya i d'ella mateixa, que li diuen que encara és un genin i que pot fugir, si vol. El Naruto no els fa cas i posa en pràctica el ninjutsu que acaba d'aprendre del seu mestre.                                                                      |                      | |                         |                          |
| 95 | 38                   | La cinquena Hokage: Una lluita arriscant la vida Godaime Hokage, Inochi o kaketa tatakai! (五代目火影 命を賭けた戦い)                                                                                | 11 d'agost de 2004      | 10 d'abril de 2024       |
| La Tsunade guareix el Naruto, que ha quedat greument ferit després d'enfrontar-se al Kabuto amb el rasengan acabat d'aprendre. Quan l'Orochimaru es disposa a posar fi a la vida del jove ninja, l'única que intenta evitar-ho és la Tsunade, que ha desenvolupat un jutsu nou que consisteix a acumular txakra al front. |                      | |                         |                          |
| 96 | 39                   | La batalla dels tres companys Sansukumi no tatakai (三すくみの戦い) | 11 d'agost de 2004      | 11 d'abril de 2024       |
| Debilitats pels seus respectius desavantatges, la Tsunade i el Jiraiya decideixen aplegar forces per derrotar l'Orochimaru en una batalla en què els tres antics companys de la Vila Oculta de la Fulla recorren a les seves invocacions més poderoses. Mentrestant, la Shizune cuida el Naruto, que es recupera de les ferides. |                      | |                         |                          |
| 97 | 40                   | L'estranya aventura del Naruto als banys termals Naruto no yukemuri chindōchū (ナルトの湯けむり珍道中)                                                                                               | 18 d'agost de 2004      | 12 d'abril de 2024       |
| En el camí de tornada a la Vila Oculta de la Fulla, el grup format pel Naruto, la Tsunade, la Shizune, el Jiraiya i el Tonton fa una parada a la Vila de les Aigües Termals. Allà, el Naruto intenta ajudar dos ninges que no poden tornar al seu país fins que la Tsunade no saldi el deute que va contreure amb el seu cap. |                      | |                         |                          |
| 98 | 41                   | Deixa de ser ninja! La notícia de la Tsunade Ninja o yamero! Tsunade no tsūkoku (忍者を辞めろ!ツナデの通告)                                                                                          | 25 d'agost de 2004      | 16 d'abril de 2024       |
| La colla del Naruto arriba per fi a la Vila Oculta de la Fulla, on el jove ninja es retroba amb el Konohamaru, que està trist perquè s'adona que el seu estimat avi mort serà substituït. La Tsunade va a l'hospital a curar el Sasuke, el Kakashi i el Rock Lee. Malauradament, la lesió del Rock Lee és molt greu i la Tsunade li dona una notícia terrible. |                      | |                         |                          |
| 99 | 42                   | Qui heretarà la voluntat de foc Hi no ishi o tsugu mono (火の意志を継ぐもの) | 1 de setembre de 2004   | 17 d'abril de 2024       |
| El Konohamaru es tanca al despatx del tercer hokage per impedir que la Tsunade substitueixi el seu avi i el Naruto intenta convèncer-lo que surti, que ningú s'oblidarà del Sarutobi. Mentrestant, la Tsunade busca maneres d'augmentar les possibilitats que el Rock Lee sobrevisqui a l'operació davant la sorpresa de la Shizune, que es pensa que l'únic que vol és beure i fer juguesques.                                                                   |                      | |                         |                          |
| 100 | 43                   | El vincle entre un professor apassionat i el seu alumne. Quan un home compleix el seu camí de ninja Nekketsu shitei no kizuna ~Otoko ga nindō o tsuranuku toki~ (熱血師弟の絆〜男が忍道を貫くとき〜) | 8 de setembre de 2004   | 18 d'abril de 2024       |
| El mestre Gai descobreix que el Lee dubta sobre si ha d'operar-se i decideix animar-lo a fer-ho. En la conversa que tenen, el Lee recorda que el seu mestre li va ensenyar fa temps que podia aconseguir el que volgués si es desafiava a ell mateix mitjançant el mètode de les regles creades pel propi ninja. |                      | |                         |                          |

## 3a temporada
| Núm. total | Núm. de la temporada | Títol | Data d'emissió original | Data d'emissió en català     |
| --- | -------------------- | --- | ----------------------- | ---------------------------- |
| 101 | 1                    | Vull veure, conèixer i comprovar quina cara té el mestre Kakashi! Mitai, Shiritai, Tashikametai Kakashi-sensei no sugao (見たい, 知りたい, 確かめたい カカシ先生の素顔)             | 15 de setembre de 2004  | 19 d'abril de 2024           |
| El Naruto convenç el Sasuke i la Sakura perquè l'ajudin a descobrir com és la cara del mestre Kakashi, que sempre amaga darrere d'una màscara. Plegats, els tres ideen plans d'allò més absurds per veure-l'hi. Mentrestant, tres ninges que havien tingut una desavinença amb el Kakashi en el passat, miren de venjar-se'n.                                       |                      | |                         |                              |
| 102 | 2                    | Nova missió d'emergència. El deure i el cor. Salveu el país del Te! Iza shin ninmu Giri to ninjō to Chakoku o sukue! (いざ新任務 義理と人情と茶国を救え!)                           | 22 de setembre de 2004  | 23 d'abril de 2024           |
| El Naruto, el Sasuke i la Sakura reben la missió de viatjar al País del Te per protegir un jove que es diu Idate durant una cursa tradicional. En aquesta cursa, en què participen dos corredors que pertanyen a dos clans rivals, es decidirà qui manarà en aquest país veí. Malauradament, però, sembla que l'Idate no suporta els ninges.                        |                      | |                         |                              |
| 103 | 3                    | El Naruto enfonsat? Conspiració huracanada al gran oceà Naruto gekichin!? Inbau uzumaku ōunabara (ナルト撃沈!?陰謀うずまく大海原)                                                   | 29 de setembre de 2004  | 24 d'abril de 2024           |
| La cursa del País del Te ha començat i als joves ninges els sembla que l'Idate s'equivoca de direcció. Quan l'hi comenten, ell els explica que va cap al nord per evitar uns vents molt forts i per aprofitar un corrent marítim. Quan ja són dins del vaixell que els portarà a Nagi, pateixen l'atac d'uns ninges que van conèixer a l'examen d'ascens a chuunin. |                      | |                         |                              |
| 104 | 4                    | Corre, Idate! Incidents a la tempestuosa illa de Nagi Hashire Idate! Arashi o yubi haran no Nagitō!! (走れイダテ!嵐を呼ぶ波乱のナギ島!!)                                            | 13 d'octubre de 2004    | 25 d'abril de 2024           |
| El Naruto i el seus companys es desfan dels tres ninges que els perseguien amb el rasengan i se'n van a rescatar l'Idate, que l'Aoi ha malferit amb agulles enverinades de la Vila Oculta de la Pluja. Afortunadament, la Sakura té un antídot que li va donar la Tsunade i el Naruto ajuda l'Idate a continuar la cursa.                                           |                      | |                         |                              |
| 105 | 5                    | Falta poc per la meta! Una gran batalla eixordadora Gōru chokuzen! Raimei todoroku daigekitō (ゴール直前!雷鳴とどろく大激闘)                                                        | 20 d'octubre de 2004    | 2 de maig de 2024 (AnimeBox) |
| 106 | 6                    | L'Idate se'n sortirà? Esprint final d'infart! Todoku ka Idate! Shūnen no rasuto supāto!! (届くかイダテ!執念のラストスパート!!)                                                      | 27 d'octubre de 2004    | 2 de maig de 2024 (AnimeBox) |
| 107 | 7                    | Vull lluitar contra tu! Per fi el gran enfrontament entre el Sasuke i el Naruto Omae to tatakaitai! Tsuini gekitotsu Sasuke tai Naruto (オマエと戦いたい!ついに激突 サスケVSナルト) | 3 de novembre de 2004   | 2 de maig de 2024 (AnimeBox) |
| 108 | 8                    | La fissura invisible Mienai kiretsu (見えない亀裂) | 10 de novembre de 2004  | 2 de maig de 2024 (AnimeBox) |
| 109 | 9                    | La invitació del so Oto no izanai (音の誘い) | 17 de novembre de 2004  | 2 de maig de 2024 (AnimeBox) |
| 110 | 10                   | Una formació inexpugnable Kessei! Teppeki fōmēshon (結成!鉄壁のフォーメーション) | 24 de novembre de 2004  | 2 de maig de 2024 (AnimeBox) |
| 111 | 11                   | Els quatre del so demostren el seu poder Sesshoku ~Oto Yoninshū no jitsuryoku~ (接触〜音四人衆の実力〜)                                                                             | 24 de novembre de 2004  | 2 de maig de 2024 (AnimeBox) |
| 112 | 12                   | Disputes internes: l'equip del Shikamaru té problemes Ikinari nakamaware!? Shikamaru shōtai daipinchi (イキナリ仲間割れ!?シカマル小隊大ピンチ)                                      | 1 de desembre de 2004   | 2 de maig de 2024 (AnimeBox) |
| 113 | 13                   | Poder al màxim! Tu pots, Choji Pawā zenkai! Moero Chōji (パワー全開!燃えろチョウジ)                                                                                                 | 8 de desembre de 2004   | 2 de maig de 2024 (AnimeBox) |
| 114 | 14                   | Fins sempre amic! Continuaré creient en tu Saraba tomo yo...! Soredemo ore wa shinjiteru (さらば友よ...!それでもオレは信じてる)                                                     | 15 de desembre de 2004  | 2 de maig de 2024 (AnimeBox) |
| 115 | 15                   | Jo seré el teu rival! Omae no aite wa kono ore da! (お前の相手はこのオレだ!) | 22 de desembre de 2004  | 2 de maig de 2024 (AnimeBox) |
| 116 | 16                   | Visió de 360 graus: l'angle mort del Byakugan Shikai sanbyaku-rokujū do, Byakugan no shikaku (視界360度 白眼の死角)                                                                 | 5 de gener de 2005      | 2 de maig de 2024 (AnimeBox) |
| 117 | 17                   | Un motiu per no perdre Makerarenai riyū (負けられない理由) | 5 de gener de 2005      | 2 de maig de 2024 (AnimeBox) |
| 118 | 18                   | El rescat! Un recipient que no arriba Dakkan ~ Ma ni awanakatta utsuwa (奪還〜間に合わなかった器)                                                                                   | 12 de gener de 2005     | 2 de maig de 2024 (AnimeBox) |
| 119 | 19                   | Error de càlcul! Apareix un adversari nou Shissaku! Aratanaru teki (失策!新たなる敵)                                                                                                | 19 de gener de 2005     | 2 de maig de 2024 (AnimeBox) |
| 120 | 20                   | Gruny! Borda! La combinació perfecta Unare! Hoero! Kyūkyoku no taggu (唸れ！吠えろ!究極のタッグ)                                                                                    | 2 de febrer de 2005     | 2 de maig de 2024 (AnimeBox) |
| 121 | 21                   | Combats individuals Sorezore no tatakai (それぞれの闘い) | 9 de febrer de 2005     | 2 de maig de 2024 (AnimeBox) |
| 122 | 22                   | Una trampa! El Shikamaru s'ho juga tot Feiku! Otoko Shikamaru kishikaisei no kake (フェイク!男シカマル起死回生の賭け)                                                               | 16 de febrer de 2005    | 2 de maig de 2024 (AnimeBox) |
| 123 | 23                   | La bèstia blava de la Vila Oculta de la Fulla contraataca! Konoha no aoki yajū kenzan! (木ノ葉の碧き野獣見参!)                                                                      | 23 de febrer de 2005    | 2 de maig de 2024 (AnimeBox) |
| 124 | 24                   | La bèstia explota! Esclata, vola pels aires! Yajū sakuretsu! Hajikero futtobe tsukinukero! (野獣炸裂!弾けろ吹っ飛べ突き抜けろ!)                                                     | 2 de març de 2005       | 2 de maig de 2024 (AnimeBox) |
| 125 | 25                   | Els aliats de la Vila Oculta de la Fulla: els ninges de la Sorra Konoha dōmeikoku Suna no shinobi (木ノ葉同盟国砂の忍)                                                              | 9 de març de 2005       | 2 de maig de 2024 (AnimeBox) |
| 126 | 26                   | El gran combat! El Gaara contra el Kimimaro! Saikyō taiketsu! Gaara tai Kimimaro!! (最強対決!我愛羅VS君麻呂!!)                                                                      | 16 de març de 2005      | 2 de maig de 2024 (AnimeBox) |
| 127 | 27                   | Atac a la desesperada: la dansa de les falgueres Shūnen no ichigeki Sawarabi no Mai (執念の一撃!早蕨の舞)                                                                           | 30 de març de 2005      | 2 de maig de 2024 (AnimeBox) |
| 128 | 28                   | El crit silenciós Todokanai sakebi (届かない叫び) | 30 de març de 2005      | 2 de maig de 2024 (AnimeBox) |
| 129 | 29                   | L'Itachi i el Sasuke: una existència llunyana Itachi to Sasuke tōsugiru sonzai (兄と弟 遠すぎる存在)                                                                                | 6 d'abril de 2005       | 2 de maig de 2024 (AnimeBox) |
| 130 | 30                   | Pare i fill. Ruptura de l'emblema familiar Chichi to ko Hibiwareta kamon (父と子 ひび割れた家紋)                                                                                    | 13 d'abril de 2005      | 2 de maig de 2024 (AnimeBox) |
| 131 | 31                   | El despertar: el secret del Sharingan Mangekyo Kaigan Mangekyō Sharingan no himitsu (開眼 万華鏡写輪眼の秘密)                                                                       | 20 d'abril de 2005      | 2 de maig de 2024 (AnimeBox) |
| 132 | 32                   | Amics! Tomo yo! (親友よ!) | 27 d'abril de 2005      | 2 de maig de 2024 (AnimeBox) |
| 133 | 33                   | Rugit de llàgrimes! Ets el meu amic Namida no hōkō! Omae wa ore no tomodachi da (涙の咆哮!オマエはオレの友達だ)                                                                     | 4 de maig de 2005       | 2 de maig de 2024 (AnimeBox) |
| 134 | 34                   | El final de la pluja de llàgrimes Namida ame no ketsumatsu (涙雨の結末) | 11 de maig de 2005      | 2 de maig de 2024 (AnimeBox) |
| 135 | 35                   | La promesa incomplida Mamorenakatta yakusoku (守れなかった約束) | 18 de maig de 2005      | 2 de maig de 2024 (AnimeBox) |
| 136 | 36                   | Missió d'infiltració! Per fi arriba una missió de rang super-S Sennyū sōsa!? Tsui ni kitakita chō-Esu-kyū ninmu (潜入捜査!? 遂にきたきた超S級任務)                                  | 25 de maig de 2005      | 1 de juny de 2024 (AnimeBox) |
| 137 | 37                   | La ciutat dels fugitius. L'ombra del clan Fuma Muhōmano no machi Fūma ichizoku no kage (無法者の街 ふうま一族の影)                                                                  | 1 de juny de 2005       | 1 de juny de 2024 (AnimeBox) |
| 138 | 38                   | Traïció innocent, desitjos fugaços Kiyoki uragiri Hakanaki negai (清き裏切り はかなき願い)                                                                                          | 8 de juny de 2005       | 1 de juny de 2024 (AnimeBox) |
| 139 | 39                   | Terror! La mansió de l'Orochimaru Kyōfu! Orochimaru no yakata (恐怖!大蛇丸の館) | 15 de juny de 2005      | 1 de juny de 2024 (AnimeBox) |
| 140 | 40                   | Dos batecs: el parany del Kabuto Futatsu no kodō Kabuto no wana (二つの鼓動 カブトの罠)                                                                                             | 22 de juny de 2005      | 1 de juny de 2024 (AnimeBox) |
| 141 | 41                   | La determinació de la Sakura Sakura no ketsui (サクラの決意) | 29 de juny de 2005      | 1 de juny de 2024 (AnimeBox) |

## 4a temporada
| Núm. total | Núm. de la temporada | Títol | Data d'emissió original | Data d'emissió en català     |
| ---------- | -------------------- | --- | ----------------------- | ---------------------------- |
| 142        | 1                    | El trio malvat de la institució penitenciària de màxima seguretat Genkai shisetsu no san akunin (厳戒施設の三悪人)                                                                            | 6 de juliol de 2005     | 1 de juny de 2024 (AnimeBox) |
| 143        | 2                    | Corre, Tonton! Depenc del teu olfacte! Hashire Tonton! Omae no hana ga tayori dattebayo (走れトントン!お前の鼻が頼りだってばよ)                                                               | 13 de juliol de 2005    | 1 de juny de 2024 (AnimeBox) |
| 144        | 3                    | El nou grup de tres. Dues persones i un animal! Shin'sei surīman seru futari to ippiki (新生三人一組 二人と一匹!)                                                                             | 20 de juliol de 2005    | 1 de juny de 2024 (AnimeBox) |
| 145        | 4                    | La nova formació Ino-Shika-Cho entra en acció Sakuretsu! Nyū fōmēshon Inoshikachō (炸裂!ニューフォーメーションいのシカチョウ)                                                                 | 27 de juliol de 2005    | 1 de juny de 2024 (AnimeBox) |
| 146        | 5                    | Desitjos abandonats. L'ombra de l'Orochimaru Nokosareta yabō Orochimaru no kage (残された野望 大蛇丸の影)                                                                                     | 10 d'agost de 2005      | 1 de juny de 2024 (AnimeBox) |
| 147        | 6                    | Enfrontament amb el destí. No em derrotaràs mai! Innen no taiketsu! Omae ni ore wa taosenee (因縁の対決!オマエにオレは倒せねえ)                                                               | 17 d'agost de 2005      | 1 de juny de 2024 (AnimeBox) |
| 148        | 7                    | Fins i tot l'Akamaru té enveja del seu rastreig Chō-tsuibiryoku ni Akamaru mo shitto! Maboroshi no Bikōchū o sagase (超追尾力に赤丸も嫉妬!幻の微香虫を探せ)                                   | 17 d'agost de 2005      | 1 de juny de 2024 (AnimeBox) |
| 149        | 8                    | Quina és la diferència? Tots els insectes són iguals, no? Doko ga chigau no sa!? Mushi tte onaji mienai ka (どこが違うのさ!? 虫って同じに見えないか)                                          | 24 d'agost de 2005      | 1 de juny de 2024 (AnimeBox) |
| 150        | 9                    | Enganys, esquers i ardits. La gran batalla dels insectes Damashite bakashite damasarete! Sōzetsu mushimushi dai batoru (だまして化かしてだまされて! 壮絶ムシムシ大バトル)                     | 31 d'agost de 2005      | 1 de juny de 2024 (AnimeBox) |
| 151        | 10                   | Brilla, Byakugan! Aquest és el camí de ninja que trio Moe yo Byakugan! Kore ga watashi no nindō yo (燃えよ白眼! これが私の忍道よ)                                                             | 14 de setembre de 2005  | 1 de juny de 2024 (AnimeBox) |
| 152        | 11                   | Rèquiem pels vius Sei aru mono e no sōsōkyoku (生あるものへの葬送曲) | 21 de setembre de 2005  | 1 de juny de 2024 (AnimeBox) |
| 153        | 12                   | Cop de puny al cor! Els punys de l'amor Kokoro no todoke! Ai no Tekken (心に届け!愛の鉄拳) | 28 de setembre de 2005  | 1 de juny de 2024 (AnimeBox) |
| 154        | 13                   | L'enemic natural del Byakugan Byakugan no tenteki (白眼の天敵) | 5 d'octubre de 2005     | 1 de juny de 2024 (AnimeBox) |
| 155        | 14                   | S'acosten núvols foscos Shinobi yoru anun (忍び寄る暗雲) | 12 d'octubre de 2005    | 1 de juny de 2024 (AnimeBox) |
| 156        | 15                   | El Raiga torna Gyakushū no Raiga (逆襲の雷牙) | 19 d'octubre de 2005    | 1 de juny de 2024 (AnimeBox) |
| 157        | 16                   | Corre! És el curri de la vida! Hashire!!! Seimei no kar (走れ!!!生命のカレー) | 26 d'octubre de 2005    | 1 de juny de 2024 (AnimeBox) |
| 158        | 17                   | Seguiu-me, conec el camí! Suor i llàgrimes a la prova de supervivència Minna ore ni tsuite koi! Ase to namida no takurami dai sabaibaru (みんなオレについて来い!汗と涙のタクラミ大サバイバル) | 2 de novembre de 2005   | 1 de juny de 2024 (AnimeBox) |
| 159        | 18                   | Amic o enemic? El caça-recompenses de l'erm Teki ka mikata ka!? Kōya no shōkinkasegi (敵か味方か!?荒野の賞金稼ぎ)                                                                             | 9 de novembre de 2005   | 1 de juny de 2024 (AnimeBox) |
| 160        | 19                   | Caçar o que et cacin? Duel al temple Okay Eru ka erareru ka!? Okkē tera no kettō (獲るか獲られるか!?オッケー寺の決斗)                                                                         | 16 de novembre de 2005  | 1 de juny de 2024 (AnimeBox) |
| 161        | 20                   | Arriben uns visitants estranys. La bèstia blava, la bèstia salvatge o la bèstia misteriosa? Sankyaku kenzan Ao no Yajū? Mōjū?... Sanjū? (珍客見参 碧の野獣?猛獣?...珍獣?)                     | 23 de novembre de 2005  | 1 de juny de 2024 (AnimeBox) |
| 162        | 21                   | El guerrer blanc Shiroki noroi musha (白き呪いの武者) | 30 de novembre de 2005  | 1 de juny de 2024 (AnimeBox) |
| 163        | 22                   | Els plans de l'estrateg Komei Sakushi - Kōmei no omowaku (策士·紅明の思惑) | 7 de desembre de 2005   | 1 de juny de 2024 (AnimeBox) |
| 164        | 23                   | Una ajuda que arriba massa tard Ososugita suketto (遅すぎた助っ人) | 14 de desembre de 2005  | 1 de juny de 2024 (AnimeBox) |
| 165        | 24                   | La mort del Naruto Naruto shisu (ナルト死す) | 21 de desembre de 2005  | 1 de juny de 2024 (AnimeBox) |
| 166        | 25                   | El temps aturat Todomatta mama no jikan (止まったままの時間) | 4 de gener de 2006      | 1 de juny de 2024 (AnimeBox) |
| 167        | 26                   | Quan l'agró estén les ales Shirasagi no habataku jikan (白鷺のはばたく時間) | 4 de gener de 2006      | 1 de juny de 2024 (AnimeBox) |
| 168        | 27                   | Als fogons. Pasta'ls, estira'ls i bull-los! Moero Zundō! Mazete nobashite yude agero! (燃えろ寸胴!混ぜて伸ばして茹で上げろ!)                                                                  | 18 de gener de 2006     |                              |
| 169        | 28                   | La pàgina perduda dels records Kioku Ushinawareta peiji (記憶 失われた頁) | 25 de gener de 2006     |                              |
| 170        | 29                   | Impacte! La porta tancada Shōgeki Tozasareta doa (衝撃 閉ざされた扉) | 1 de febrer de 2006     |                              |
| 171        | 30                   | Infiltració: el parany parat Sen'nyū Shikumareta torappu (潜入 仕組まれた罠) | 8 de febrer de 2006     |                              |
| 172        | 31                   | Desesperació: el cor destrossat Zetsubō Hikisakareta hāto (絶望 引き裂かれた心) | 15 de febrer de 2006    |                              |
| 173        | 32                   | Batalla marina. El poder desfermat Kaisen Tokihanatareta pawā (海戦 解き放たれた力) | 22 de febrer de 2006    |                              |
| 174        | 33                   | No pot ser! Una tècnica ninja famosa: el jutsu monetari Arienēttebayo! Serebu ninpō - Kinton no Jutsu (ありえねーってばよ! セレブ忍法·金遁の術)                                               | 1 de març de 2006       |                              |
| 175        | 34                   | Excava aquí! Bub! Bub! A la cerca del tresor Koko hore wan wan! Maizōkin o sagase (ここ掘れワンワン! 埋蔵金を探せ)                                                                            | 8 de març de 2006       |                              |
| 176        | 35                   | Corrent, errant i fent ziga-zaga. Perseguint, fugint i equivocant-se Shissō, Meisō, Jiguzagu sō! Otte owarete machigaete (疾走, 迷走, ジグザグ走!追って追われて間違えて)                      | 15 de març de 2006      |                              |
| 177        | 36                   | Oh! Please, Mr. Postman OH!? Purīzu ♥ Misutā Posutoman (OH!?ぷりーず♥みすたーぽすとまん) | 22 de març de 2006      |                              |
| 178        | 37                   | Trobada amb un jove que té nom d'estrella Deai "Hoshi" no na o motsu shōnen (出会い 「星」の名を持つ少年)                                                                                     | 29 de març de 2006      |                              |
| 179        | 38                   | Natsuhiboshi: la cançó de bressol dels records Natsuhi Boshi, Omoide no Komori Uta (ナツヒボシ 思い出の子守唄)                                                                                | 5 d'abril de 2006       |                              |
| 180        | 39                   | Hijutsu, el preu del saddharma del paó Hijutsu Kujaku Myōhō no Daishō (秘術 孔雀妙法の代償)                                                                                                   | 12 d'abril de 2006      |                              |
| 181        | 40                   | La veritat de per què van silenciar el Hoshikage Hoshikage Hōmurisarareta Shinjutsu (星影 葬り去られた真実)                                                                                   | 19 d'abril de 2006      |                              |
| 182        | 41                   | El retrobament. El temps que queda Saikai Nokosareta jikan (再会 残された時間) | 26 d'abril de 2006      |                              |
| 183        | 42                   | L'estrella brilla amb tota la seva esplendor Hoshi wa kagayaki o mashite (星は輝きを増して)                                                                                                   | 3 de maig de 2006       |                              |

## 5a temporada
| Núm. total | Núm. de la temporada | Títol | Data d'emissió original | Data d'emissió en català |
| ---------- | -------------------- | --- | ----------------------- | ------------------------ |
| 184        | 1                    | El llarg dia del Kiba Inuzuka Inuzuka Kiba no naga~i ichinichi (犬塚キバのなが〜い一日) | 10 de maig de 2006      |                          |
| 185        | 2                    | La llegenda de la Vila Oculta de la Fulla. L'Onba existeix! Konohagakure no Densetsu, Onbaa wa jitsuzai shita!! (木ノ葉隠れの伝説 オンバアは実在した!!) | 17 de maig de 2006      |                          |
| 186        | 3                    | El Shino riu Warau Shino (笑うシノ) | 24 de maig de 2006      |                          |
| 187        | 4                    | S'obre el negoci! Mudances "La Fulla" Kaigyō!! Konoha hikkoshi sentā (開業!!木ノ葉引越センター) | 31 de maig de 2006      |                          |
| 188        | 5                    | Incomprensible! Els mercarders amenaçats Fukakai, nerawareta gyōshōnin (不可解 狙われた行商人) | 7 de juny de 2006       |                          |
| 189        | 6                    | L'aigua subterrània: l'arma ninja inesgotable Chikasui Mujinzou no ningu (地下水 無尽蔵の忍具) | 14 de juny de 2006      |                          |
| 190        | 7                    | El Byakugan l'ha vist! El punt cec del ninja magnètic Byakugan wa mita! Jiki tsukai no shikaku (白眼は見た!磁気使いの死角) | 21 de juny de 2006      |                          |
| 191        | 8                    | Sentència de mort: núvols i clarianes Shi no Senkoku "Kumori Tokidoki Hare" (死の宣告“くもり時々晴れ”) | 28 de juny de 2006      |                          |
| 192        | 9                    | El crit de l'Ino! Els paradís dels rodonets Ino zekkyō! Pocchari ♥ Paradaisu (いの絶叫! ポッチャリ♥パラダイス) | 5 de juliol de 2006     |                          |
| 193        | 10                   | Desafiament al dojo Fervent! Explosió de joventut Biba dōjōyaburi! Seishun wa bakuhatsu da (ビバ道場破り! 青春はバクハツだ) | 12 de juliol de 2006    |                          |
| 194        | 11                   | Misteri! El castell fantasma maleït Kaiki, norowareta yureishiro (怪奇 呪われた幽霊城) | 19 de juliol de 2006    |                          |
| 195        | 12                   | La tercera gran bèstia. El rival més poderós Daisan no chōjū, Saidai no raibaru (第三の超獣 最大のライバル) | 26 de juliol de 2006    |                          |
| 196        | 13                   | Xoc de llàgrimes! La lluita apassionada entre mestre i deixeble Namida no Gekitotsu! Nekketsu shitei taiketsu (涙の激突! 熱血師弟対決) | 9 d'agost de 2006       |                          |
| 197        | 14                   | Gran perill! Els onze de la Fulla es reuneixen Daipinchi! Konoha no jūichi nin zen'in shūgō (大ピンチ! 木の葉の11人全員集合) | 16 d'agost de 2006      |                          |
| 198        | 15                   | Fins i tot l'Anbu es dona per vençut. La memòria del Naruto ANBU mō teage, Naruto no kioku (暗部もお手上げ ナルトの記憶) | 23 d'agost de 2006      |                          |
| 199        | 16                   | Equivocació. S'albira l'objectiu Matohazure, Mietekita hyōteki (的外れ 見えてきた標的) | 30 d'agost de 2006      |                          |
| 200        | 17                   | Treballar sense descans! Els millors ajudants Gen'eki baribari, Saikyō no suketto (現役バリバリ 最強の助っ人) | 13 de setembre de 2006  |                          |
| 201        | 18                   | Paranys múltiples, compte enrere per a la destrucció Tajū torappu, Hōkai no kauntodaun (多重トラップ 崩壊のカウントダウン) | 20 de setembre de 2006  |                          |
| 202        | 19                   | Només avui! Els cinc millors combats plens de suor i llàgrimes! Amb combats extra Honjitsu Happyō! "Ninjatachi no ase to namida no Meishōbu Besuto 5! Otanoshimi no bangai hen moaruttebayo" Supesharu (本日発表!「忍者たちの汗と涙の名勝負ベスト5! お楽しみの番外編もあるってばよ」スペシャル) | 27 de setembre de 2006  |                          |
| 203        | 20                   | La decisió de la Kurenai, l'equip vuit abandonat Kurenai no ketsudan, Torinokosareta Daihappan (紅の決断 とり残された第8班) | 5 d'octubre de 2006     |                          |
| 204        | 21                   | La Yakumo corre perill, l'habilitat segellada Nerawareta Yakumo, Fūinsareta nōryoku (狙われた八雲 封印された能力) | 5 d'octubre de 2006     |                          |
| 205        | 22                   | La missió secreta de la Kurenai, la promesa al tercer Hokage Kurenai no gokuhi ninmu ~Sandaime to no yakusoku~ (紅の極秘任務〜三代目との約束〜) | 5 d'octubre de 2006     |                          |
| 206        | 23                   | Il·lusió o realitat, el control dels cinc sentits Genjutsu ka genjitsu ka, Gokan o seisuru mono (幻術か現実か 五感を制するもの) | 19 d'octubre de 2006    |                          |
| 207        | 24                   | El poder que se suposava que estava segellat Fūjirareta hazu no nōryoku (封じられたはずの能力) | 26 d'octubre de 2006    |                          |
| 208        | 25                   | La responsabilitat de custodiar la bellesa de la natura Meiki, Kachōfūgetsu no omosa (名器 花鳥風月の重さ) | 2 de novembre de 2006   |                          |
| 209        | 26                   | L'enemic és el Shinobazu Teki wa "Shinobazu" (敵は「不忍」) | 9 de novembre de 2006   |                          |
| 210        | 27                   | El bosc de la desorientació Mayoi no mori (迷いの森) | 16 de novembre de 2006  |                          |
| 211        | 28                   | Records de foc Honō no kioku (炎の記憶) | 30 de novembre de 2006  |                          |
| 212        | 29                   | Cadascú per la seva banda Sorezore no michi (それぞれの道) | 7 de desembre de 2006   |                          |
| 213        | 30                   | La memòria perduda Ushinawareta kioku (失われた記憶) | 14 de desembre de 2006  |                          |
| 214        | 31                   | Recuperar la realitat Torimodoshita genjitsu (取り戻した現実) | 21 de desembre de 2006  |                          |
| 215        | 32                   | Un passat per esborrar Keshi saritai kako (消し去りたい過去) | 21 de desembre de 2006  |                          |
| 216        | 33                   | Els artesans desapareguts. El Shukaku amenaçat Kieta takumi - Nerawareta Shukaku (消えた匠 狙われた守鶴) | 11 de gener de 2007     |                          |
| 217        | 34                   | Els aliats de la Sorra: els ninges de la Fulla Suna no dōmeikoku - Konoha no shinobi (砂の同盟国 木ノ葉の忍) | 18 de gener de 2007     |                          |
| 218        | 35                   | La sorra segellada. El contraatac del Suiko Fūjiwareta suna, Suiko no hangeki (封じられた砂 水虎の反撃) | 25 de gener de 2007     |                          |
| 219        | 36                   | La resurrecció de l'arma definitiva Yomigaetta kyūkyoku heiki (よみがえった究極兵器) | 1 de febrer de 2007     |                          |
| 220        | 36                   | El viatge Tabidachi (旅立ち) | 8 de febrer de 2007     |                          |